# Emmersdorf an der Donau
Pour les articles homonymes, voir Emmersdorf.
Emmersdorf an der Donau est une commune autrichienne du district de Melk en Basse-Autriche.